# Mesoleptus vilis
Mesoleptus vilis là một loài tò vò trong họ Ichneumonidae.